# Rathaus (Freystadt)

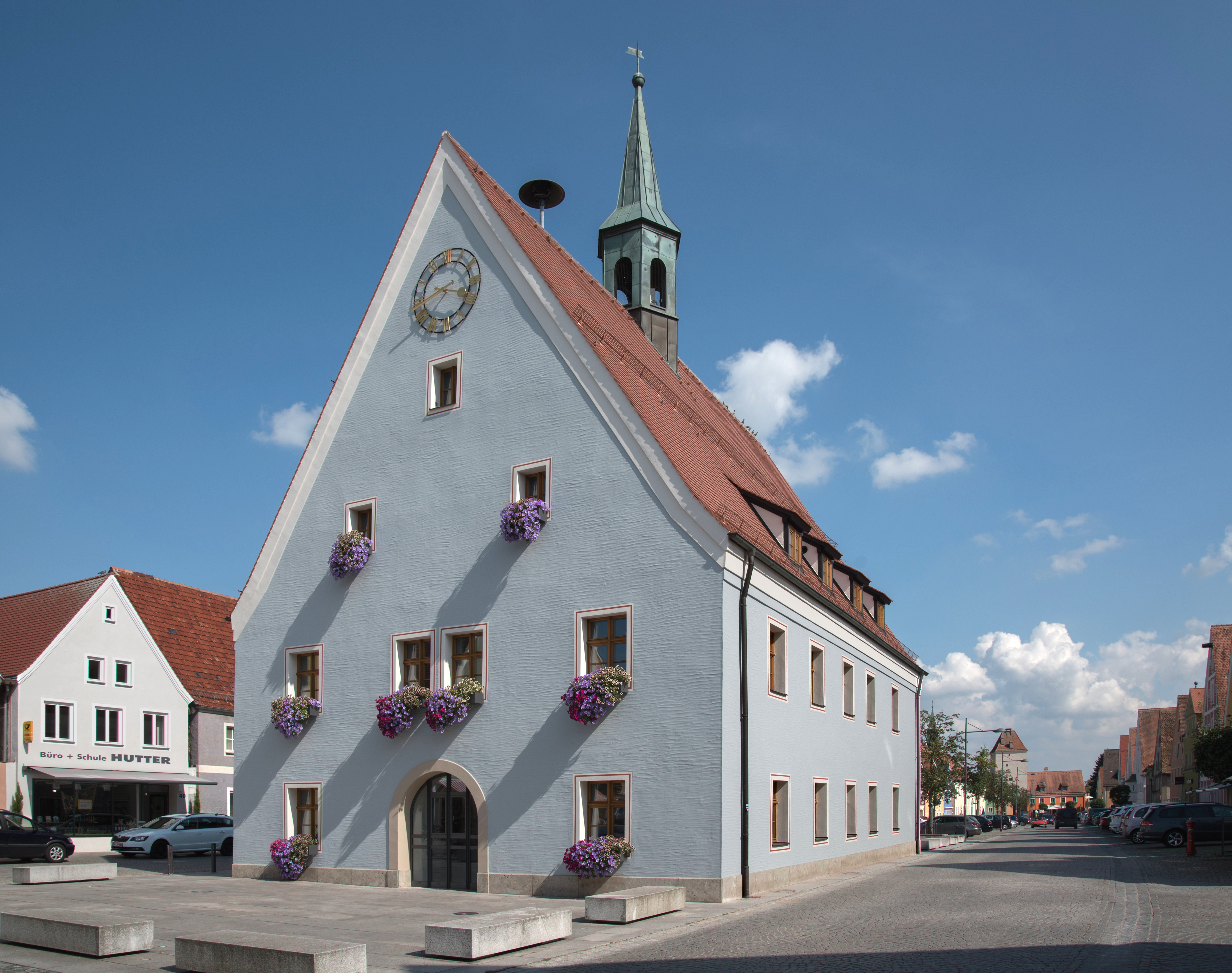
Rathaus in Freystadt

Das Rathaus in Freystadt, einer Stadt im Oberpfälzer Landkreis Neumarkt in der Oberpfalz in Bayern, wurde um 1665 errichtet. Das Rathaus am Marktplatz 1 ist ein geschütztes Baudenkmal.
Der freistehende zweigeschossige Satteldachbau mit Dachreiter und Spitzhelm wird über einen rundbogigen Eingang erschlossen. Unterhalb der Giebelspitze ist eine Uhr angebracht.